# Strang (Nebraska)
Strang je selo u američkoj saveznoj državi Nebraska. Prema popisu stanovništva iz 2010. u njemu je živjelo 29 stanovnika.